# ヤマハ・YZF600Rサンダーキャット
YZF600R ThunderCat（ワイゼットエフろっぴゃくアール サンダーキャット）は、ヤマハ発動機が日本国外輸出向けに製造していたオートバイ（大型自動二輪車）である。
車名のサンダーキャットはヤマネコを意味する。
また兄弟分として1,002ccのエンジンのYZF1000R ThunderAce（ワイゼットエフせんアール サンダーエース）が存在する。

## 概要
1996年、それまでの同社の普及価格帯モデルであったヤマハ・FZR600のフルモデルチェンジ版として登場。FZRの直線基調のフォルムとは異なり、曲線を多用した独特の外観を持つ。特にヘッドライトは湾曲した1灯式のマルチリフレクターレンズを用いており、他の車種とイメージを共有しないデザインである。
スーパースポーツ車としては楽なライディングポジションとしなやかな乗り心地であったため、ツアラーとしての評価も高かった。車格も600 ccとしては非常に大柄で立派であり、安価でハイパフォーマンスかつ使い勝手の良いバイクだったため、ヨーロッパを中心に人気を誇った。
それゆえに兄弟車のYZF1000Rサンダーエースが絶版になり、直接の後継であるYZF-R6が登場した後にも長く生産され続けた。（欧州では2003年まで、北米＆カナダでは2008年）生産期間が長いためカラーバリエーションも豊富である。1997年で排気系＆ワイヤー類がアップデートされたが、以降メカニズム的には最終年まで基本的に不変である。
なお、日本へは1996年より2001年まで逆輸入車が販売されていたが人気薄で、今日において路上及び中古市場で見かけることは極めて希である。

## モデル一覧

### 4TV/4CV/4WE（1996年-2007年）
基本的にはFZR600の外装を変え、足回りの特性を変えたモデルである。コンセプトは"ベストバランス・スーパースポーツ"。
エンジンはFZRと同様、ジェネシス思想を汲んだ35度前傾水冷DOHC直列4気筒で、コストの都合上EXUPや5バルブシリンダーヘッドは搭載されていない。（世界最小の20バルブエンジンはヤマハではなく三菱の4A30型ターボエンジンである。また、世界最小排気量の1気筒あたり5バルブのエンジンは三菱の3G81型である）
ヤマハ初のラムエア自然過給システムを採用しており、ラムエア圧はピーク時で約3 %の加圧となり、効果そのものは120 km/h付近から体感できる。数値的には最高出力で5 PSの向上がもたらされている。スピードメーターは190 mphもしくは300 km/hまで刻まれており、空力特性の良い外装とラムエアの過給により最高時速は270 km/hに達すると言われる。搭載される⌀36のケイヒンCVKDキャブレターにはスロットルセンサーが装備され、アクセル開度に応じ点火時期調整が行われる。これにより低回転域から極めてスムーズなフィーリングとレスポンスが得られている。
またエンジン回りに関しては鍛造ピストン、メッキシリンダー、フラットタイプ大型ラジエターなども新規で採用されていた。
スチール押し出し材で作られたデルタボックスフレーム（IIではない）を用い、重量は乾燥で187 kgに抑えられている。また、フロントフォークは旧モデルから引き継ぐ正立式。（FZR600には倒立風の外観を持つ正立フォークを採用したモデルもあったがコストの関係で通常の正立となった）
テールランプはカワサキ・バリオス250と同一である。ガソリンタンクは燃料計・燃料コックを持たず残量警告灯のみである。